# Одівелаш (парафія)
Одівелаш (порт. Odivelas; МФА: [o.di.ˈve.ɫɐʃ]) — парафія в Португалії, у муніципалітеті Одівелаш. Розташована в західній частині країни, на теренах історичної португальської провінції Ештремадура. Входить до складу округу Лісабон. За адміністративним поділом, чинним до 1976 року, терени парафії були складовою провінції Ештремадура. Належить до Лісабонського патріархату Католицької церкви. Патрон — Ім'я Ісуса. Площа — 5,0358 км². Населення — 59546 ос. (2011). Сильно урбанізований регіон. Густота населення — 11 824,54 осіб/км²
. Код — 111603.

## Населення
| Кількість мешканців | Кількість мешканців | Кількість мешканців | Кількість мешканців | Кількість мешканців | Кількість мешканців | Кількість мешканців | Кількість мешканців | Кількість мешканців | Кількість мешканців | Кількість мешканців | Кількість мешканців | Кількість мешканців | Кількість мешканців | Кількість мешканців |
| ------------------- | ------------------- | ------------------- | ------------------- | ------------------- | ------------------- | ------------------- | ------------------- | ------------------- | ------------------- | ------------------- | ------------------- | ------------------- | ------------------- | ------------------- |
| 1864                | 1878                | 1890                | 1900                | 1911                | 1920                | 1930                | 1940                | 1950                | 1960                | 1970                | 1981                | 1991                | 2001                | 2011                |
| 1 562               | 1 566               | 1 592               | 1 746               | 2 313               | 2 635               | 3 174               | 3 696               | 6 772               | 27 423              | 51 037              | 84 624              | 53 531              | 53 449              | 59 559              |